# 季刀苗寨
季刀苗寨是贵州黔东南苗族侗族自治州三棵树镇的一个苗寨，位于凯里市以东约25km处，坐落于巴拉河畔。季刀，苗语Jid Dob，意思是深潭。